# Zalabér
Zalabér je vas na Madžarskem, ki upravno spada pod podregijo Zalaszentgróti Županije Zala.